# Festa del Cinema di Roma 2022
La 17ª edizione della Festa del Cinema di Roma si è svolta dal 13 al 23 ottobre 2022. La selezione ufficiale ha avuto luogo presso l'Auditorium Parco della Musica di Roma e si è articolata in varie sezioni: Concorso Progressive Cinema - Visioni per il mondo di domani (16 titoli, senza distinzione tra film di finzione, documentari e film di animazione), Freestyle (25 titoli di formato e stile liberi, dalle serie ai video clip, dai film alla videoarte), Gran Public (Sezione non competitiva, composta da 16 titoli, dedicata al cinema per il grande pubblico), Proiezioni speciali (Sezione non competitiva per un totale di 11 titoli), Best of 2022 (Sezione non competitiva composta da 11 film provenienti da altri festival internazionali, considerati tra i migliori della stagione), Storia del cinema (Sezione non competitiva, di 23 titoli, dedicata agli omaggi, ai film in versione restaurata e all’approfondimento della storia del cinema italiano e internazionale), Retrospettiva (Omaggio a Paul Newman e Joanne Woodward).
Ulteriori proiezioni sono avvenute in altri spazi romani: al MAXXI, alla Casa del cinema, al cinema Giulio Cesare e al Cinema Nuovo Sacher.
Il film di apertura è stato Il colibrì di Francesca Archibugi, preceduto dal cortometraggio Luciano Pavarotti, la stella di Gianluigi Toccafondo, quello di chiusura è stato Les Amandiers di Valeria Bruni Tedeschi.
La direzione artistica dell'edizione 2022 è stata affidata a Paola Malanga, dopo i sette anni gestiti da Antonio Monda.
La cerimonia di premiazione è avvenuta sabato 22 ottobre presso la Sala Petrassi dell'Auditorium Parco della Musica.

## Selezione ufficiale

### Concorso Progressive Cinema - Visioni per il mondo di domani
- Alam, regia di Firas Khoury (Francia, Tunisia, Palestina, Arabia Saudita, Qatar)
- El caso Padilla, regia di Pavel Giroud (Spagna, Cuba)
- Causeway, regia di Lila Neugebauer (Stati Uniti d'America)
- La cura, regia di Francesco Patierno (Italia)
- Foudre, regia di Carmen Jaquier (Svizzera)
- Houria, regia di Mounia Meddour (Francia)
- In einem Land, dass es nicht mehr gibt, regia di Aelrun Goette (Germania)
- Janvāris, regia di Viesturs Kairišs (Lettonia, Lituania, Polonia)
- Jeong-sun, regia di Jeong Ji-hye (Corea del Sud)
- LV Guan, regia di Wang Xiaoshuai (Hong Kong)
- I morti rimangono con la bocca aperta, regia di Fabrizio Ferraro (Italia, Spagna)
- Ramona, regia di Andrea Bagney (Spagna)
- Raymond and Ray, regia di Rodrigo García (Stati Uniti d'America)
- Sanctuary, regia di Zachary Wigon (Stati Uniti d'America)
- Shttl, regia di Ady Walter (Francia, Ucraina)
- La Tour, regia di Guillaume Nicloux (Francia)

### Freestyle
- 75 – Biennale Ronconi Venezia, regia di Jacopo Quadri (Italia)
- ABOrismi, ritratti e autoritratto, regia di Nunzio Massimo Nifosì (Italia)
- Amate sponde, regia di Egidio Eronico (Italia)
- Bassifondi, regia di Francesco Pividori (Italia)
- Bice Lazzari – Il ritmo e l'ossessione, regia di Manfredi Lucibello (Italia)
- La California, regia di Cinzia Bomoll (Italia, Cile)
- La croce e la svastica, regia di Giorgio Treves (Italia)
- Daniel Pennac: ho visto Maradona!, regia di Ximo Solano (Spagna, Italia)
- Dario Fo: l'ultimo Mistero Buffo, regia di Gianluca Rame (Italia)
- Drei Frauen und der Krieg, regia di Luzia Schmid (Germania, Italia)
- La divina cometa, regia di Mimmo Paladino (Italia)
- Django - La serie, regia di Francesca Comencini, 2 episodi (Italia, Francia)
- Enrico Cattaneo - Rumore bianco, regia di Francesco Clerici e Ruggero Gabbai (Italia)
- Er gol de Turone era bono, regia di Francesco Miccichè e Lorenzo Rossi Espagnet (Italia)
- Infinito. L’universo di Luigi Ghirri, regia di Matteo Parisini (Italia)
- Jane Campion, la femme cinéma, regia di Julie Bertuccelli (Francia)
- Jazz set, regia di Steve Della Casa e Caterina Taricano (Italia)
- The Last Movie Stars, regia di Ethan Hawke, 6 episodi (Stati Uniti d'America)
- Life is (not) a game, regia di Antonio Valerio Spera (Italia, Spagna)
- Lola, regia di Andrew Legge (Irlanda, Regno Unito)
- Louis Armstrong's Black & Blues, regia di Sacha Jenkins (Stati Uniti d'America)
- Lynch/Oz, regia di Alexandre O. Philippe (Stati Uniti d'America)
- Il maledetto, regia di Giulio Base (Italia)
- Nino Migliori. Viaggio intorno alla mia stanza, regia di Elisabetta Sgarbi (Italia)
- La Paz del futuro, regia di Francesco Clerici e Luca Previtali (Italia, Regno Unito)
- Roma isola aperta, regia di Monkeys Video Lab (Italia)
- Romulus II - La guerra per Roma, regia di Matteo Rovere (ep. 1), Enrico Maria Artale (ep. 2) (Italia)
- Self-Portrait as a Coffee Pot, regia di William Kentridge, 3 episodi (Sudafrica, Stati Uniti)
- Sono Lillo, regia di Eros Puglielli, 3 episodi (Italia)
- Souvenir d'Italie di Giorgio Verdelli (Italia)

### Gran Public
- Il colibrì, regia di Francesca Archibugi (Italia, Francia) - film di apertura
- Luciano Pavarotti, la stella, regia di Gianluigi Toccafondo - documentario
- Amsterdam, regia di David O. Russell  (Stati Uniti d'America)
- Astolfo, regia di Gianni Di Gregorio (Italia)
- Bros, regia di Nicholas Stoller (Stati Uniti d'America)
- Butcher's Crossing, regia di Gabe Polsky (Stati Uniti d'America)
- Educazione fisica, regia di Stefano Cipani (Italia, Polonia)
- Era ora, regia di Alessandro Aronadio (Italia)
- The Lost King, regia di Stephen Frears (Regno Unito)
- The Menu, regia di Mark Mylod (Stati Uniti d'America)
- La signora Harris va a Parigi (Mrs. Harris Goes to Paris), regia di Anthony Fabian (Regno Unito, Ungheria)
- L'ombra di Caravaggio, regia di Michele Placido (Italia, Francia)
- Il principe di Roma, regia di Edoardo Falcone (Italia)
- Rapiniamo il duce, regia di Renato De Maria (Italia)
- Rheingold, regia di Fatih Akın (Germania, Paesi Bassi, Marocco, Messico)
- La stranezza, regia di Roberto Andò (Italia)
- War - La guerra desiderata, regia di Gianni Zanasi (Italia, Francia)
- What's Love? (What's Love Got to Do with It?), regia di Shekhar Kapur (Regno Unito)

### Proiezioni speciali
- Les années Super 8, regia di Annie Ernaux e David Ernaux-Briot (Francia)
- A Cooler Climate, regia di James Ivory e Giles Gardner (Regno Unito)
- Good Morning Tel Aviv, regia di Giovanna Gagliardo (Italia)
- Kill Me If You Can, regia di Alex Infascelli (Italia)
- Kordon, regia di Alice Tomassini (Italia)
- Ora tocca a noi - Storia di Pio La Torre, regia di Walter Veltroni (Italia)
- Polański, Horowitz. Hometown, regia di Mateusz Kudła  e Anna Kokoszka-Romer (Polonia)
- Ritratto di Regina, regia di Fabrizio Ferri (Italia)
- Rules of War, regia di Guido Hendrikx (Paesi Bassi)
- Umberto Eco - La biblioteca del mondo, regia di Davide Ferrario (Italia)
- Via Argine 310, regia di Gianfranco Pannone (Italia)

### Best of 2022
- All That Breathes, regia di Shaunak Sen (India, Stati Uniti d'America, Regno Unito)
- Les Amandiers, regia di Valeria Bruni Tedeschi (Francia) - film di chiusura
- As bestas, regia di Rodrigo Sorogoyen (Spagna, Francia)
- Corsage, regia di Marie Kreutzer (Austria, Lussemburgo, Germania, Francia)
- Cut! Zombi contro zombi (Coupez!), regia di Michel Hazanavicius (Francia, Giappone)
- Le vele scarlatte (L'Envol), regia di Pietro Marcello (Francia, Italia, Germania)
- L'innocent, regia di Louis Garrel (Francia)
- Klondike, regia di Maryna Er Gorbach (Ucraina, Turchia)
- Mamma contro G. W. Bush (Rabiye Kurnaz gegen George W. Bush), regia di Andreas Dresen (Germania, Francia)
- Triangle of Sadness, regia di Ruben Östlund (Svezia, Germania, Francia, Regno Unito)
- La cospirazione del Cairo (Boy from Heaven), regia di Tarik Saleh (Svezia, Francia, Finlandia)
- The Fabelmans, regia di Steven Spielberg (Stati Uniti d'America)

### Storia del cinema

#### Omaggio a James Ivory
- Maurice, regia di James Ivory (Regno Unito, 1987) - Copia restaurata
- Mr. & Mrs. Bridge, regia di James Ivory (Regno Unito, Stati Uniti d'America, Canada, 1990) - Retrospettiva Ms. Woodward and Mr. Newman
- Quel che resta del giorno (The Remains of the Day), regia di James Ivory (Stati Uniti d'America, Regno Unito, 1993)
- Camera con vista (A Room with a View), regia di James Ivory (Regno Unito, 1985)

#### Omaggio a Marisa Paredes
- Tacchi a spillo (Tacones lejanos), regia di Pedro Almodóvar (Spagna, Francia, 1991)

#### Omaggio a Jean-Luc Godard
- Una donna sposata (Une Femme mariée), regia di Jean-Luc Godard (Francia, 1964)

#### Restauri
- L'anatra all'arancia, regia di Luciano Salce (Italia, 1975)
- A noi!, regia di Umberto Paradisi (Italia, 1922)
- Amori di mezzo secolo, episodio 3 Dopoguerra 1920, regia di Mario Chiari (Italia, 1954)
- La grande abbuffata (La grande bouffe), regia di Marco Ferreri (Francia, Italia, 1973)
- Il ladro di bambini, regia di Gianni Amelio (Italia, Francia, 1992)
- I magliari, regia di Francesco Rosi (1959)
- La porta del cielo, regia di Vittorio De Sica (Italia, 1945)

#### Documentari
- Argento puro, regia di Matteo Ceccarelli (Italia)
- C'era una volta il Cinema Azzurro Scipioni, regia di Lorenzo Negri (Italia)
- Claudia, regia di Franck Saint-Cast (Francia)
- L'estate di Joe, Liz e Richard, regia di Sergio Naitza (Italia)
- I magnifici 4 della risata, regia di Mario Canale (Italia)
- Pasolini, cronologia di un delitto politico, regia di Paolo Fiore Angelini (Italia)
- Il sogno di una cosa, regia di Leonardo Ferrari Carissimi (Italia)
- Steno, regia di Raffaele Rago (Italia)
- I vestiti dei sogni, regia di Luan Amelio (Italia)
- Virna Lisi - La donna che rinunciò a Hollywood, regia  di Fabrizio Corallo (Italia)

### Retrospettiva

#### Ms. Woodward and Mr. Newman

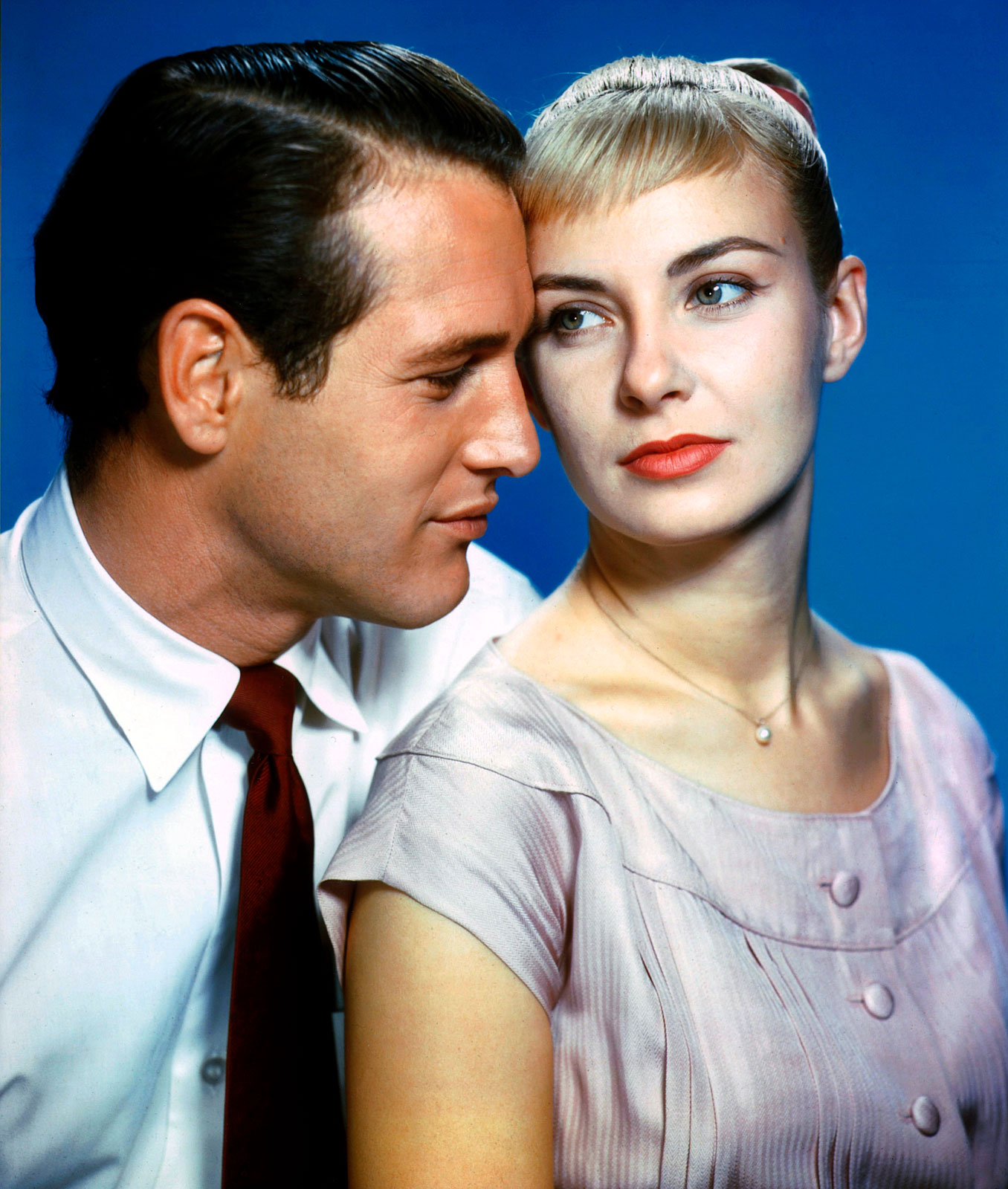
Paul Newman e Joanne Woodward in una foto promozionale de La lunga estate calda (1958)

- Butch Cassidy (Butch Cassidy and the Sundance Kid), regia di George Roy Hill (Stati Uniti d'America, Messico, 1969)
- Gli effetti dei raggi gamma sui fiori di Matilda (The Effect of Gamma Rays on Man-in-the-Moon Marigolds), regia di Paul Newman (Stati Uniti d'America, 1972)
- Una splendida canaglia (A Fine Madness), regia di Irvin Kershner (Stati Uniti d'America, 1966)
- Pelle di serpente (The Fugitive Kind), regia di Sidney Lumet (Stati Uniti d'America, 1960)
- Lo zoo di vetro (The Glass Menagerie), regia di Paul Newman (Stati Uniti d'America, 1987)
- Hud il selvaggio (Hud), regia di Martin Ritt (Stati Uniti d'America, 1963)
- Lo spaccone (The Hustler), regia di Robert Rossen (Stati Uniti d'America, 1961)
- Giovani senza domani (A Kiss Before Dying), regia di Gerd Oswald (Stati Uniti d'America, 1956)
- La lunga estate calda (The Long, Hot Summer), regia di Martin Ritt (Stati Uniti d'America, 1958)
- Mr. & Mrs. Bridge, regia di James Ivory (Regno Unito, Stati Uniti d'America, Canada, 1990)
- La prima volta di Jennifer (Rachel, Rachel), regia di Paul Newman (Stati Uniti d'America, 1968)
- Missili in giardino (Rally 'Round the Flag, Boys!), regia di Leo McCarey (Stati Uniti d'America, 1958)
- Sfida senza paura (Sometimes a Great Notion), regia di Paul Newman (Stati Uniti d'America, 1971)
- La donna dai tre volti (The Three Faces of Eve), regia di Nunnally Johnson (Stati Uniti d'America, 1957)
- Il verdetto (The Verdict), regia di Sidney Lumet (Stati Uniti d'America, 1982)

### Giurie

#### Premio Concorso Progressive Cinema
- Marjane Satrapi, regista e illustratrice (Iran) - Presidente
- Louis Garrel, attore e regista (Francia)
- Juho Kuosmanen, regista (Finlandia)
- Pietro Marcello, regista (Italia)
- Gabrielle Tana, produttore (Italia)

#### Premio Ugo Tognazzi alla miglior commedia
- Carlo Verdone, regista e attore (Italia) - Presidente
- Marisa Paredes, attrice (Spagna)
- Teresa Mannino, attrice e autrice (Italia)

#### Premio miglior opera prima Bnl Bnp Paribas
- Julie Bertuccelli, regista e sceneggiatrice (Francia) - Presidente
- Daniela Michel, critica cinematografica (Messico)
- Roberto De Paolis, regista (Italia)

### Premi

#### Premio Concorso Progressive Cinema
- Miglior film: Janvāris, regia di Viesturs Kairišs
- Gran Premio della Giuria: Jeong-sun, regia di Jeong Ji-hye
- Miglior regia: Viesturs Kairišs per Janvāris
- Premio Monica Vitti alla miglior attrice: Kim Kum-soon per Jeong-sun
- Premio Vittorio Gassman al miglior attore: Kārlis Arnolds Avots per Janvāris
- Miglior sceneggiatura: Andrea Bagney per Ramona
- Premio speciale della Giuria: Marine Atlan per la fotografia di Foudre
- Menzione speciale della Giuria all'attrice Lilith Grasmug per Foudre

#### Premio Ugo Tognazzi alla miglior commedia
- What's Love?, regia di Shekhar Kapur
- Menzione speciale al film Ramona, regia di Andrea Bagney

#### Premio miglior opera prima Bnl Bnp Paribas
- Causeway, regia di Lila Neugebauer
- Menzioni speciali ai film Ramona di Andrea Bagney e Foudre di Carmen Jaquier

#### Premio alla carriera
- James Ivory

#### Premio del pubblico FS
- Shttl, regia di Ady Walter

## Alice nella città
La 20ª edizione di Alice nella città si è svolta a Roma nelle stesse date e negli stessi spazi della Festa del Cinema. La cerimonia di premiazione si è svolta sabato 22 ottobre 2022.

### Concorso
- Il cerchio, regia di Sophie Chiarello (Italia)
- Signs of Love, regia di Clarence Fuller (Stati Uniti d'America)
- La Maternal, regia di Pilar Palomero (Spagna)
- Summer Scars, regia di Simon Rieth (Francia)
- Before I Change My Mind, regia di Trevor Anderson (Canada)
- Hawa, regia di Maïmouna Doucouré (Francia)
- I Love My Dad, regia di James Morosini (Stati Uniti d'America)
- Close, regia di Lukas Dhont (Belgio, Francia, Paesi Bassi)
- I peggiori di tutti (Les Pires), regia di Lise Akoka e Romane Guéret
- Cet été-là, regia di Éric Lartigau (Francia)
- Armageddon Time - Il tempo dell'apocalisse (Armageddon Time), regia di James Gray (Stati Uniti d'America)
- Marcel the Shell (Marcel the Shell With Shoes On), regia di Dean Fleischer-Camp (Stati Uniti d'America)

### Fuori concorso
- A House Made of Splinters, regia di Simon Lereng Wilmont (Danimarca, Finlandia, Ucraina, Svezia)
- Aftersun, regia di Charlotte Wells (Gran Bretagna, Stati Uniti d'America)
- Piggy, regia di Carlota Pereda (Spagna)

### Proiezioni speciali
- Corpo libero, regia di Cosima Spender e Valerio Bonelli – seie TV, 2 episodi (Italia)
- Backlash, regia di Léa Clermont-Dion e Guylaine Maroist (Canada)

### Panorama Italia - Concorso
- Le ragazze non piangono, regia di Andrea Zuliani (Italia)
- Piove, regia di Paolo Strippoli (Italia)
- Il ritorno, regia di Stefano Chiantini (Italia, Francia)
- My Soul Summer, regia di Fabio Mollo (Italia)
- Piano piano, regia di Nicola Prosatore (Italia)
- Primadonna, regia di Marta Savina (Italia)
- L'uomo sulla strada, regia di Gianluca Mangiasciutti (Italia)
- I nostri ieri, regia di Andrea Papini (Italia)

### Proiezioni speciali
- MODERAT: The Last Days, regia di Elisa Mishto e Alexandre Powelz (Germania)
- Mahmood, regia di Giorgio Testi (Italia)
- The Land of Dreams, regia di Nicola Abbatangelo (Italia)
- I viaggiatori, regia di Ludovico Di Martino (Italia)
- Gente strana, regia di Marta Miniucchi (Italia)

### Proiezioni speciali Edu
- Cosa verrà, regia di Francesco Crispino (Italia)

### Eventi speciali
- Il ragazzo e la tigre, regia di Brando Quilici (Italia)
- Il talento di Mr. Crocodile (Lyle, Lyle, Crocodile), regia di Will Speck e Josh Gordon (Stati Uniti d'America)
- Il faraone, il selvaggio e la principessa (Le Pharaon, le Sauvage et la Princesse), regia di Michel Ocelot (Francia, Belgio)
- Le Chêne et ses habitants, regia di Laurent Charbonnier e Michel Seydoux (Francia)
- Poker Face, regia di Russell Crowe (Stati Uniti d'America)
- Lamborghini, regia di Robert Moresco (Italia)

### Quei ragazzi
Omaggio a Damiano Damiani
- L'isola di Arturo, regia di Damiano Damiani – restauro 4K (Italia, 1962)

### Sintonie
- Notte fantasma, regia di Fulvio Risuleo (Italia)
- Hanging Gardens, regia di Ahmed Yassin Al Daradji (Iraq, Palestina, Arabia Saudita, Egitto, Gran Bretagna)
- Innocence, regia di Guy Davidi (Danimarca, Israele, Finlandia, Islanda)
- Bread and Salt, regia di Damian Kocur (Polonia)

### Cortometraggi - Concorso
- La neve coprirà tutte le cose, regia di Daniele Babbo (Italia)
- Guerra tra poveri, regia di Kassim Yassin Saleh (Italia)
- Torto marcio, regia di Prospero Pensa (Italia)
- Feliz navidad, regia di Greta Scarano (Italia)
- Calcutta 8:40 am, regia di Adriano Valerio (Francia)
- Battima, regia di Federico Demattè (Italia)
- As de trèfle, regia di Henri Kebabdjian (Francia)
- File, regia di Sonia K. Hadad (Iran)
- Bergie, regia di Dian Weys (Sudafrica)
- The Delay, regia di Mattia Napoli (Italia)
- Story of Your Life, regia di Salvatore De Chirico (Italia)
- Il barbiere complottista, regia di Valerio Ferrara (Italia)
- Jamal Tosmal, regia di Martina Pastori (Francia)
- A.O.C., regia di Di Samy Sidali (Francia)
- Rituály, regia di Damián Vondrášek (Repubblica Ceca)
- Welcome, regia di Giuseppe De Lauri (Stati Uniti d'America)

### Spazio animazione
- Ecce, regia di Margherita Premuroso (Italia)
- Spring Roll Dream, regia di Mai Vu (Gran Bretagna)
- Doma, regia di Chiara Seveso (Italia)
- Caramelle, regia di Matteo Panebarco (Italia)
- Luki, regia di Marta Bencich (Italia)
- Pensaci, regia di Peter Marcias (Italia)
- Palomar va in città, regia di Mario Kreill (Italia)

### Proiezioni speciali
- Il provino, regia di Gregorio Sassoli (Italia)
- Tre volte alla settimana, regia di Emanuele Vicorito (Italia)
- Il rimbalzo del gatto morto, regia di Antonino Valvo (Italia)
- Un milione di italiani (non sono italiani), regia di Maurizio Braucci (Italia)
- Larua, regia di Francesco Madeo (Italia)
- Ossa, regia di Catrinel Menghia e Daniele Testi (Italia)

### Giurie

#### Concorso
35 ragazzi provenienti da tutta Italia e di età compresa tra il 16 e i 19 anni

#### Panorama Italia - Premio Raffaella Fioretta
- Riccardo Milani, regista
- Massimiliano Bruno, attore e regista
- Tosca, cantante
- Milena Mancini, attrice
- Giampaolo Morelli, attore

#### Premio Do-Cine Rising Star Award
- Benoît Blanchard, attaché dell'Ambasciata di Francia a Roma
- Katja Szigat, agente cinematografico
- Eleonora Granata Jenkinson, produttrice
- Serena Simionati, giornalista

#### Premio RB Casting
- Barbara Giordani, direttrice casting director
- Annamaria Morelli, produttrice
- Rosaria Cicolani, agente

#### Premio Corbucci opera prima
- Gabriele Mainetti, regista
- Domenico Dinoia, Presidente FICE
- Emanuela Rossi, regista
- Paola Randi, regista
- Carmine Imparato, membro Presidenza FICE

#### Premio cortometraggio
- Maurizio Lombardi, attore e regista
- Claudia Potenza, attrice
- Fulvio Risuleo, regista

### Premi

#### Concorso
- Miglior film: Summer Scars, regia di Simon Rieth
- Menzione speciale: Il cerchio, regia di Sophie Chiarello

#### Panorama Italia - Premio Raffaella Fioretta
- Primadonna, regia di Marta Savina

#### Premio Do-Cine Rising Star Award
- Miglior giovane interprete internazionale: Mallory Manecque nel film I peggiori di tutti (Les Pires), regia di Lise Akoka e Romane Guéret

#### Premio RB Casting
- Miglior giovane interprete italiano: Giuseppe Pirozzi nel film Piano piano, regia di Nicola Prosatore
- Menzione speciale: Lorenzo Richelmy nel film L'uomo sulla strada, regia di Gianluca Mangiasciutti

#### Premio Corbucci opera prima
- Signs of Love, regia di Clarence Fuller

#### Premio cortometraggio
- Miglior cortometraggio: Torto marcio, regia di Prospero Pensa
- Menzione speciale: File, regia di Sonia K. Hadad

#### Premio del pubblico
- Miglior cortometraggio: Caramelle, regia di Matteo Panebarco